# Rue Mignard
La rue Mignard est une voie située dans le 16e arrondissement de Paris, en France.

## Situation et accès
La rue Mignard est une voie publique située dans le quartier de la Muette, dans le 16e arrondissement de Paris. Elle commence 83, avenue Henri-Martin et finit 18, rue de Siam et 2, rue Guy-de-Maupassant.
Le quartier est desservi par la ligne 9 à la station Rue de la Pompe et RER C à la gare de l'avenue Henri-Martin.

## Origine du nom

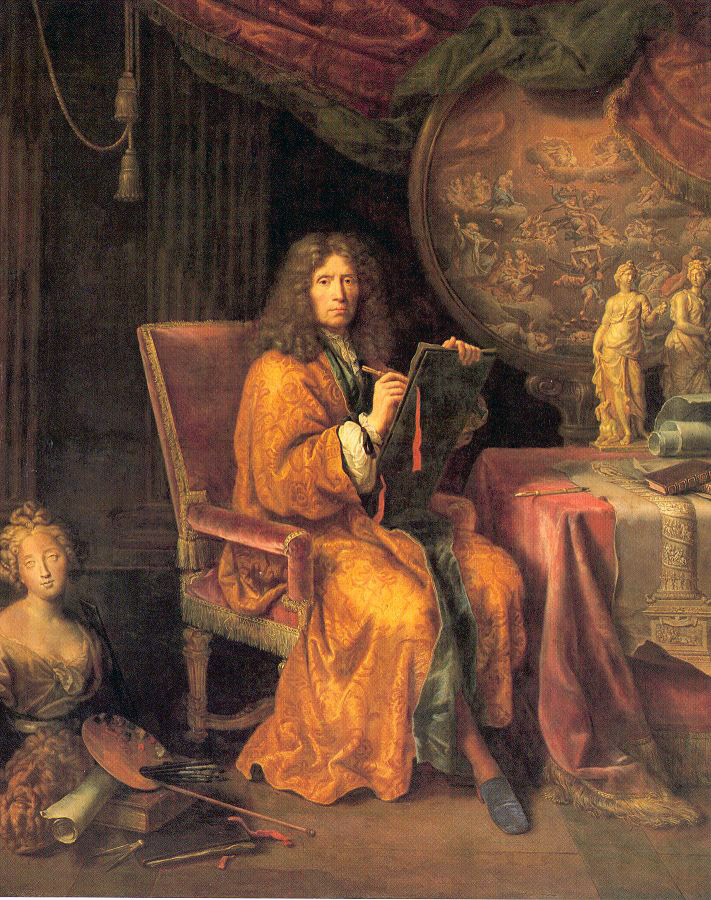
Pierre Mignard, Autoportrait.

Elle porte le nom du peintre Pierre Mignard (1612-1695).

## Historique
Cette rue se trouve à l'emplacement du chemin qui longeait, à l'est, les terrains de l'ancienne faisanderie, également dénommé « Petit-Parc », qui s'étendait en longueur au nord du parc principal du château de la Muette, « Grand-Parc », là où se trouve de nos jours le siège de l'OCDE, jusqu'à l'avenue de la Grande-Armée, formant la limite des anciennes communes de Neuilly et de Passy. Le terrain de cette dépendance du château est vendu comme bien national en 1796 au comte de Saint-Simon puis cédé à Casimir Perier, futur ministre de Louis-Philippe.
La partie de la voie située entre les actuelles avenue Henri-Martin et rue de la Tour est ouverte dans l'ancienne commune de Passy en 1858, prolongeant la rue du Petit-Parc ; elle porte d'abord le nom de « rue du Puits-Artésien » (cf. la fontaine du square Lamartine voisin).
Classée dans la voirie parisienne en vertu d'un décret du 23 mai 1863, elle prend le nom de « rue Spontini » par un décret du 2 octobre 1865, avant de prendre sa dénomination actuelle par un arrêté du 6 mai 1881.
Elle est prolongée de la rue de la Tour à la rue de Siam par un décret du 25 février 1886.

## Bâtiments remarquables et lieux de mémoire

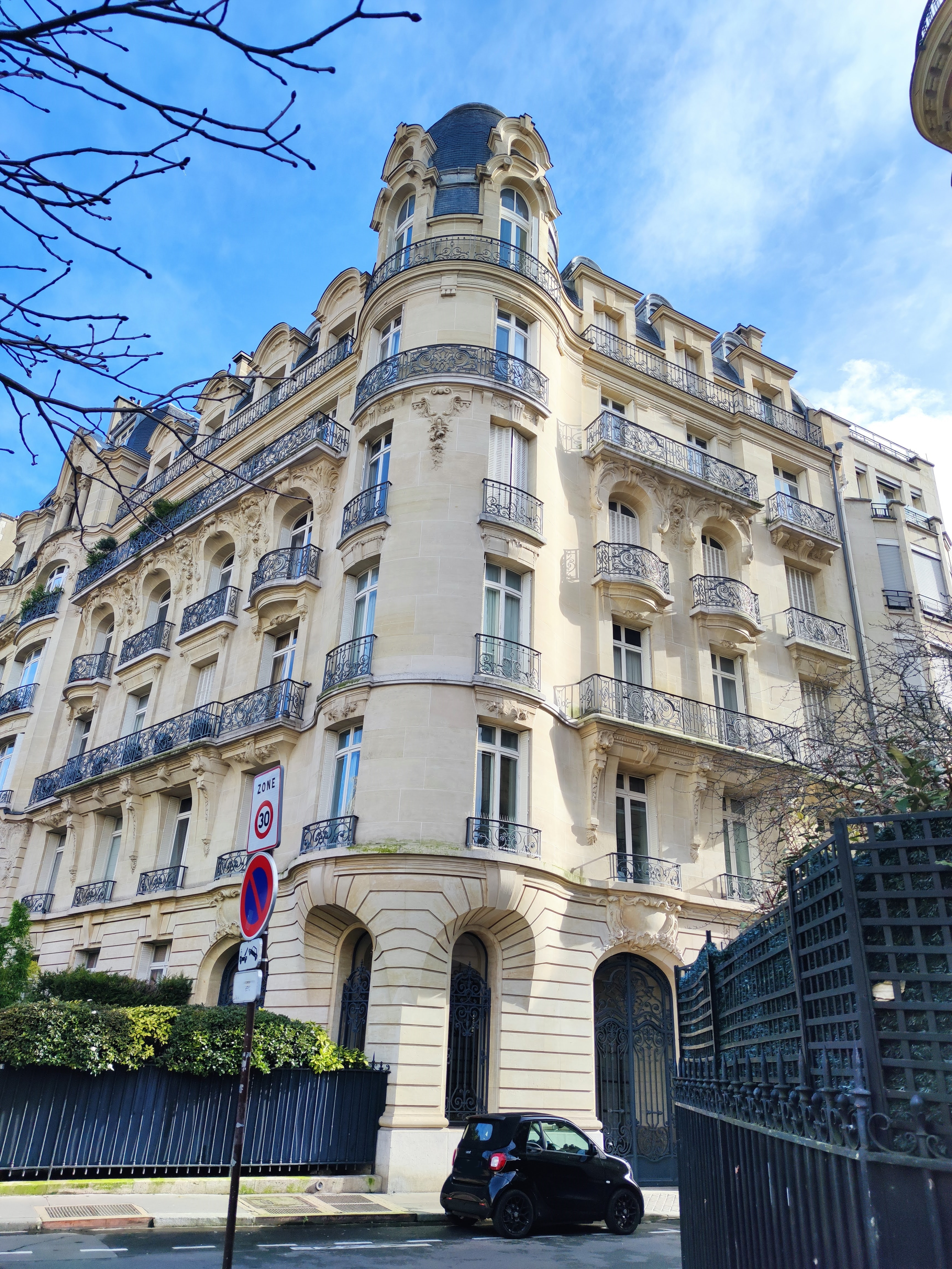
No 1.

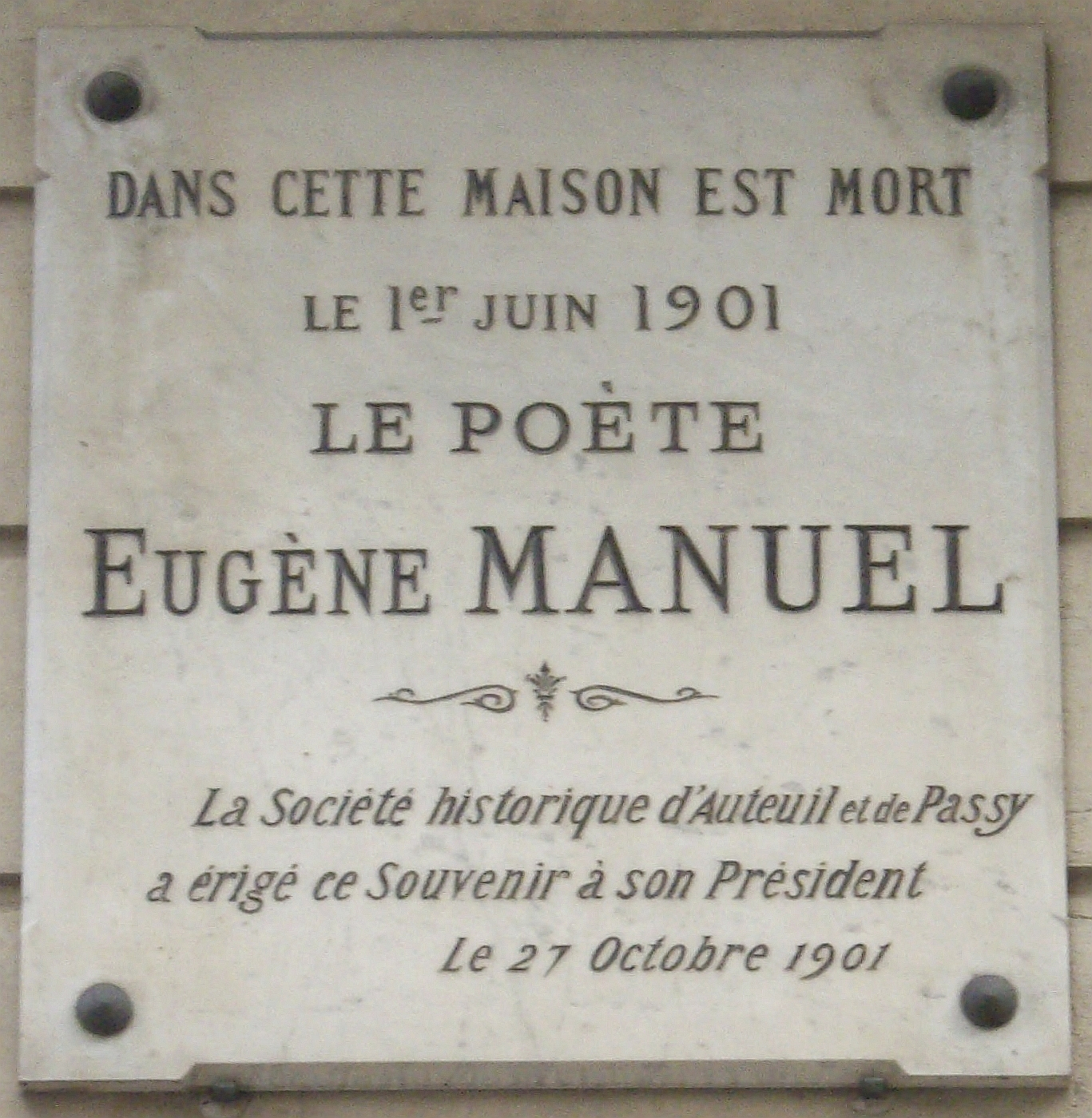
No 11 : plaque.

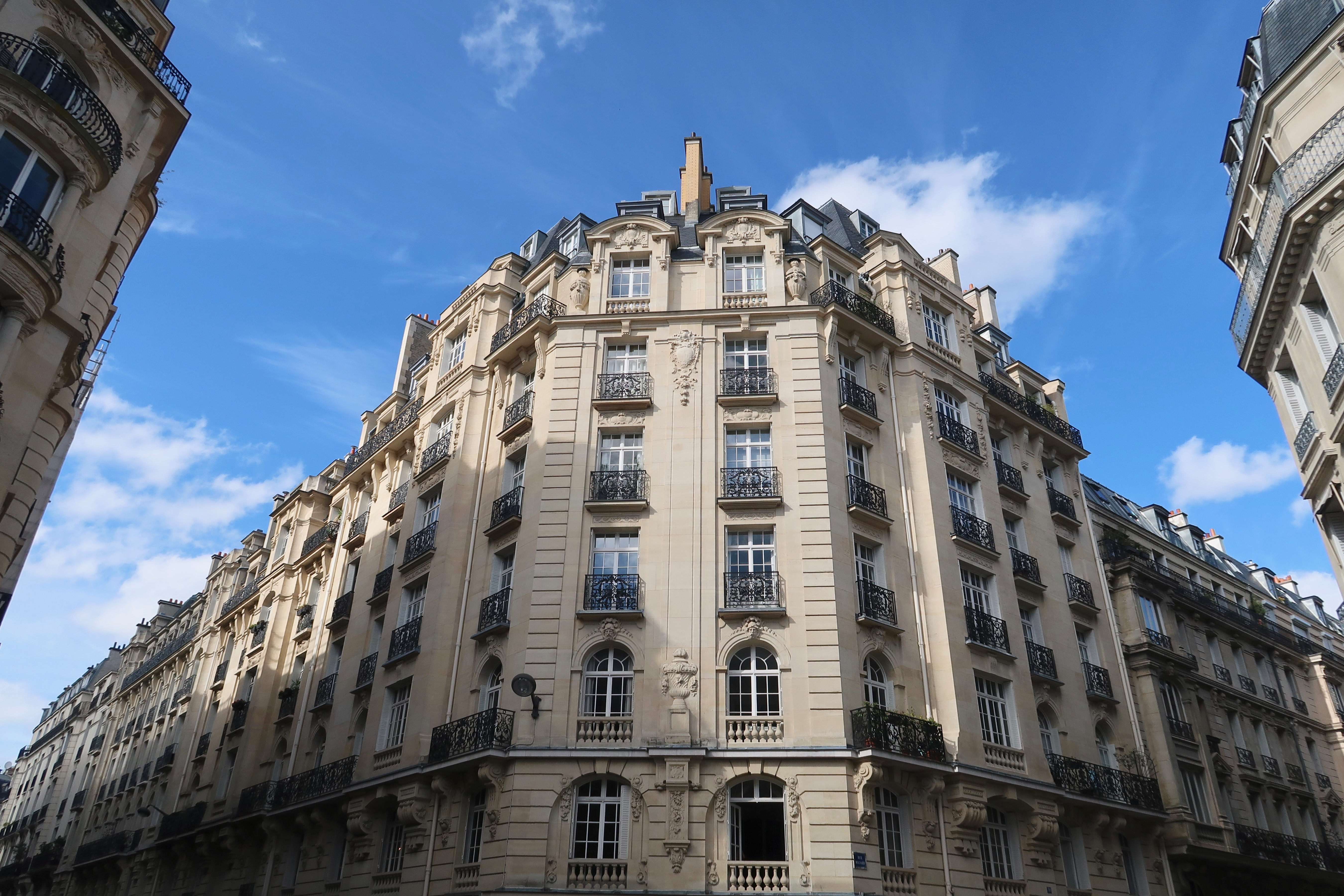
Immeuble à l'intersection avec la rue Guy-de-Maupassant.

- No 1 (et 83, avenue Henri-Martin) : immeuble de 1908, propriété de Léon Chagnaud, construit selon les plans de l'architecte Charles Stoullig, primé au Concours de façades de la ville de Paris en 1909[4]. La disposition des pièces de l’appartement du premier étage, donnant sur l’avenue Henri-Martin, est alors la suivante[5] : grand salon, petit salon, 1re chambre ou billard, cabinet de toilette, 2e chambre, 3e chambre (l’appartement compte cinq chambres au total). La cuisine, l’office et la « salle des gens » se trouvent côté cour. Le banquier Robert Cahen d'Anvers (1871-1933) y habite jusqu'en 1922[6].
- No 3 : avenue Rodin, voie privée.
- No 11 : le poète Eugène Manuel meurt en 1901 à ce numéro de la rue. Une plaque commémorative lui rend hommage[1].
- No 13 : le philosophe Jean-Paul Sartre est né le 21 juin 1905 à cette adresse[7].